# Columbia Falls (Montana)
Columbia Falls è una città degli Stati Uniti d'America situata in Montana, nella contea di Flathead.